# Erzbistum Hanoi

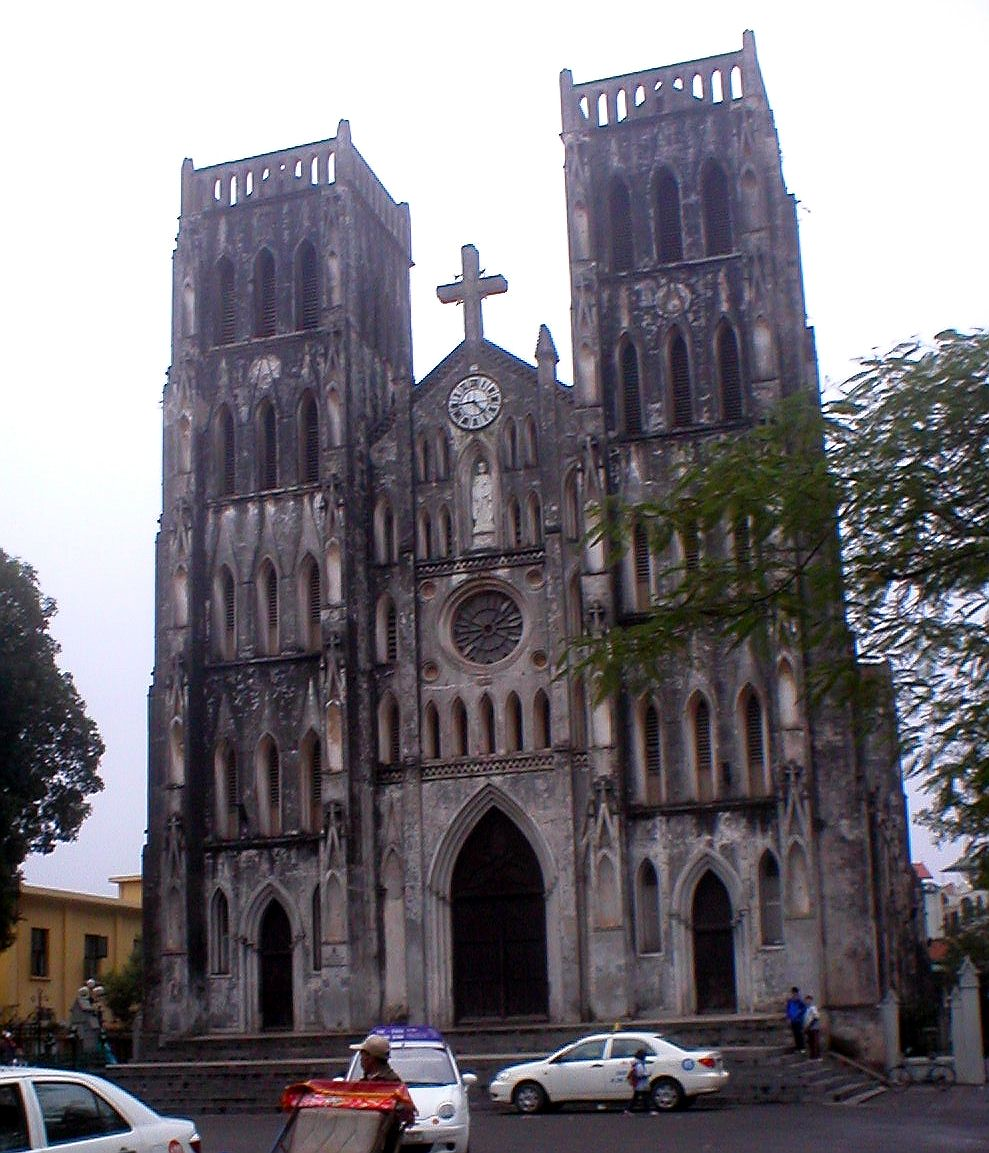
Kathedrale St. Joseph in Hanoi

Das Erzbistum Hanoi (lat.: Archidioecesis Hanoiensis, vietnamesisch: Tổng giáo phận Hà Nội) ist eine in Vietnam gelegene Erzdiözese der römisch-katholischen Kirche mit Sitz in Hanoi.

## Geschichte
Das Erzbistum Hanoi wurde 1659 durch Papst Alexander VII. – formell aus Gebietsabtretungen des Bistums Macau – als Apostolisches Vikariat Tonking (lat. Ton-Kin) errichtet. Am 24. Juli 1678 wurde das Apostolische Vikariat Tonking in die Apostolischen Vikariate Osttonking und Westtonking (Ton-Kin Occidentalis) geteilt. Am 3. Dezember 1924 erfolgte die Umbenennung in Apostolisches Vikariat Hanoi. Dieses wurde wiederum am 24. November 1960 durch Papst Johannes XXIII. mit der Apostolischen Konstitution Venerabilium Nostrorum zum Erzbistum erhoben.
Seit 1976 wurden alle Erzbischöfe von Hanoi zu Kardinälen kreiert, sodass Hanoi als traditionell mit der Kardinalswürde verbundener Bischofssitz gilt.

## Ordinarien

### Apostolische Vikare von Tonking
- François Pallu MEP, 1658–1678

### Apostolische Vikare von West-Tonking
- François Pallu MEP, 1678–1679
- Jacques de Bourges MEP, 1679–1714
- Edmond Bélot MEP, 1714–1717
- François-Gabriel Guisain MEP, 1718–1723
- Louis Néez MEP, 1738–1764
- Bertrand Reydellet MEP, 1764–1780
- Jean Davoust MEP, 1780–1789
- Jacques-Benjamin Longer MEP, 1789–1831
- Joseph-Marie-Pélagie Havard MEP, 1831–1838
- Heiliger Pierre Dumoulin-Borie MEP, 1838–1838
- Pierre-André Retord MEP, 1838–1858
- Charles-Hubert Jeantet MEP, 1858–1866
- Joseph-Simon Theurel MEP, 1866–1868
- Paul-François Puginier MEP, 1868–1892
- Pierre-Jean-Marie Gendreau MEP, 1892–1924

### Apostolische Vikare von Hanoi
- Pierre-Jean-Marie Gendreau MEP, 1924–1935
- François Chaize MEP, 1935–1949
- Joseph Marie Trịnh Như Khuê, 1950–1960

### Erzbischöfe von Hanoi
- Joseph Marie Kardinal Trịnh Như Khuê, 1960–1978
- Joseph-Marie Kardinal Trinh Van-Can, 1978–1990
  - Paul Joseph Phạm Đình Tụng, 1990–1994 (Apostolischer Administrator)
- Paul Joseph Kardinal Phạm Đình Tụng, 1994–2005
- Joseph Ngô Quang Kiệt, 2005–2010
- Pierre Kardinal Nguyễn Văn Nhơn, 2010–2018
- Joseph Vu Van Thien, seit 2018